# Warriewood
Warriewood é um subúrbio do norte de Sydney, no estado da Nova Gales do Sul, na Austrália, situado a 26 quilômetros ao norte do distrito empresarial central de Sydney, na área do governo local do Conselho de Praias do Norte. Warriewood integra a região Praias do Norte. Em 2006, sua população era de 4 994 habitantes. Tem como código postal 2102.

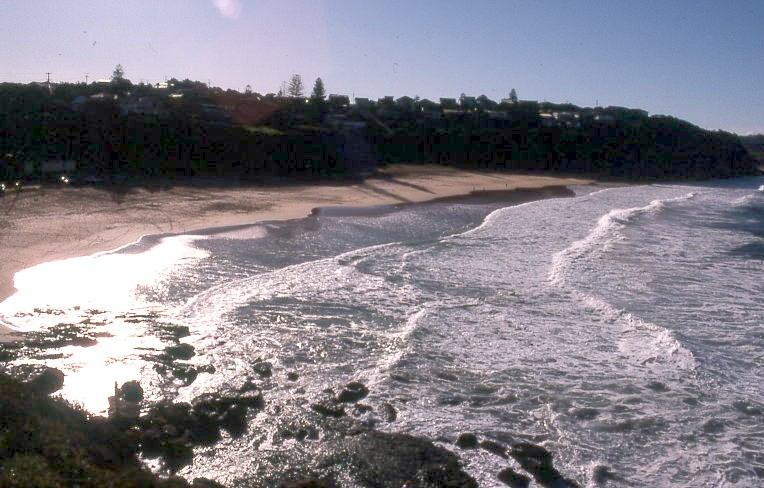
Praia de Warriewood